# Коткинский сельсовет
Ко́ткинский сельсовет — сельское поселение в Заполярном районе Ненецкого автономного округа Российской Федерации.
Административный центр и единственный населённый пункт — село Коткино.

## Население
| 2010 | 2011 | 2012 | 2013 | 2014 | 2015 | 2016 | 2017 | 2018 |
| ---- | ---- | ---- | ---- | ---- | ---- | ---- | ---- | ---- |
| 372  | ↗382 | ↘359 | ↘336 | ↘333 | ↘311 | ↘304 | ↗307 | ↗311 |
| 2019 | 2020 | 2021 | 2023 |      |      |      |      |      |
| ↘299 | ↘296 | ↗331 | ↗332 |      |      |      |      |      |

### Национальный состав
Русские, ненцы, коми.